# Lijst van Joodse begraafplaatsen in Groningen (provincie)
Dit is een lijst van Joodse begraafplaatsen in de Nederlandse provincie Groningen. Voorwaarde voor opname op de lijst is dat er op de begraafplaats in kwestie nog ten minste één grafsteen aanwezig is.
| Plaats           | Straat                                   | Aantal grafstenen | Toegankelijkheid     | Afbeelding |
| ---------------- | ---------------------------------------- | ----------------- | -------------------- | ---------- |
| Appingedam       | Heidensgang                              | 180               | Afgesloten           |            |
| Bad Nieuweschans | Bunderpoort                              | 45                | Afgesloten           |            |
| Bellingwolde     | Kerkweg 31                               | 14                | Vrij toegankelijk    |            |
| Bourtange        | Oude Jodenkerkhoflaan 1                  | 9                 | Sleutel halen        |            |
| Farmsum          | Bredelaan                                | 90                | Afgesloten           |            |
| Grijpskerk       | Algemene begraafplaats, Oosterkade       | 20                | Tijdens openingsuren |            |
| Groningen        | Iepenlaan                                | 960               | Tijdens openingsuren |            |
| Groningen        | Moesstraat (Noorderbegraafplaats)        | 906               | Tijdens openingsuren |            |
| Hebrecht         | S.W. de Clercqweg 3                      | 26                | Sleutel halen        |            |
| Kolham           | Knijpslaan (Meubelhallen)                | 140               | Vrij toegankelijk    |            |
| Leek (Diepswal)  | Roomsterweg                              | 95                | Sleutel halen        |            |
| Leens            | Algemene Begraafplaats, Achtervalge      | 25                | Tijdens openingsuren |            |
| Loppersum        | Molenweg kruising met De Schepperij      | 23                | Monument             |            |
| Loppersum        | Algemene Begraafplaats, Tuinbouwstraat   | 25                | Tijdens openingsuren |            |
| De Maten         | Moersloot 101                            | Monument          | Afgesloten           |            |
| Oude Pekela      | Draijerswijk                             | 158               | Afgesloten           |            |
| Stadskanaal      | Gedempte Ceresdiep                       | 107               | Afgesloten           |            |
| Ter Apel         | Schotslaan/Agostraat                     | 35                | Sleutel halen        |            |
| Ter Borg         | Borgerweg                                | Alleen aanwijzing | Afgesloten           |            |
| Uithuizen        | Algemene begraafplaats, Hoofdstraat West | 24                | Tijdens openingsuren |            |
| Veendam          | Sluisweg                                 | 316               | Vrij toegankelijk    |            |
| Warffum          | Algemene Begraafplaats, Noorderstraat    | 29                | Tijdens openingsuren |            |
| Winsum           | Netlaan                                  | 50                | Sleutel halen        |            |
| Winschoten       | Algemene begraafplaats, St. Vitusholt 32 | 511               | Afgesloten           |            |
| Zuidbroek        | Botjesweg                                | 27                | Afgesloten           |            |